# Grand Slam Track 2025
La Grand Slam Track 2025 è stata la prima edizione della Grand Slam Track.

## I meeting
L'elenco qui sotto è stato ricavato dal sito web ufficiale della manifestazione.
| N. | Nome                          | Sede        | Stadio               | Data                    | Resoconto |
| -- | ----------------------------- | ----------- | -------------------- | ----------------------- | --------- |
| 1  | Kingston Grand Slam Track     | Kingston    | Independence Park    | 4 - 6 aprile            | Resoconto |
| 2  | Miami Grand Slam Track        | Miami       | Ansin Sports Complex | 2 - 4 maggio            | Resoconto |
| 3  | Philadelphia Grand Slam Track | Filadelfia  | Franklin Field       | 30 31 maggio - 1 giugno | Resoconto |
| 4  | Los Angeles Grand Slam Track  | Los Angeles | Drake Stadium        | 27- 29 giugno           | Resoconto |

## I risultati
I seguenti dati sono stati pubblicati nel sito web ufficiale della manifestazione.

### Maschili
| Meeting | Meeting                            | Velocità corta         | Velocità corta         | Velocità lunga             | Velocità lunga             | Mezzofondo veloce  | Mezzofondo veloce         | Mezzofondo              | Mezzofondo            | Ostacoli brevi        | Ostacoli brevi        | Ostacoli lunghi         | Ostacoli lunghi         |
| N.      | Nome                               | 100 m                  | 200 m                  | 200 m                      | 400 m                      | 800 m              | 1 500 m                   | 3 000 m                 | 5 000 m               | 100 m                 | 110 m hs              | 400 m                   | 400 m hs                |
| 1       | Kingston Grand Slam Track 2025     | Kenneth Bednarek 10"07 | Kenneth Bednarek 20"07 | Matthew Hudson-Smith 20"77 | Christopher Bailey 44"34   | Marco Arop 1'45"13 | Emmanuel Wanyonyi 3'35"18 | Hagos Gebrhiwet 7'51"55 | Grant Fisher 14'39"14 | Dylan Beard 13"29     | Sasha Zhoya 10"55     | Alison dos Santos 47"61 | Alison dos Santos 45"52 |
| 1       | Kingston Grand Slam Track 2025     | Kenneth Bednarek       | Kenneth Bednarek       | Matthew Hudson-Smith       | Matthew Hudson-Smith       | Emmanuel Wanyonyi  | Emmanuel Wanyonyi         | Grant Fisher            | Grant Fisher          | Sasha Zhoya           | Sasha Zhoya           | Alison dos Santos       | Alison dos Santos       |
| 2       | Miami Grand Slam Track 2025        | Kenneth Bednarek 9"79  | Kenneth Bednarek 19"84 | Jereem Richards 19"86      | Jacory Patterson 43"98     | Marco Arop 1'43"69 | Josh Kerr 3'34"51         | Andrew Coscoran 8'17"56 | Grant Fisher 13'40"32 | Trey Cunningham 10"17 | Trey Cunningham 13"00 | Alison dos Santos 47"97 | Alison dos Santos 44"53 |
| 2       | Miami Grand Slam Track 2025        | Kenneth Bednarek       | Kenneth Bednarek       | Jereem Richards            | Jereem Richards            | Josh Kerr          | Josh Kerr                 | Grant Fisher            | Grant Fisher          | Trey Cunningham       | Trey Cunningham       | Alison dos Santos       | Alison dos Santos       |
| 3       | Philadelphia Grand Slam Track 2025 | Kenneth Bednarek 9"86  | Kenneth Bednarek19"95  | Alessandro Ogando 20"13    | Matthew Hudson-Smith 44"51 | Marco Arop 1'43"38 | Josh Kerr 3'34"44         | Nico Young 8'01"03      | non disputata         | Trey Cunningham 10"36 | Jamal Britt 10"17     | Trevor Bassitt 45"47    | Alison dos Santos 48"11 |
| 3       | Philadelphia Grand Slam Track 2025 | Kenneth Bednarek       | Kenneth Bednarek       | Matthew Hudson-Smith       | Matthew Hudson-Smith       | Marco Arop         | Marco Arop                | Nico Young              | non disputata         | Jamal Britt           | Jamal Britt           | Trevor Bassitt          | Trevor Bassitt          |

### Femminili
| Meeting | Meeting                           | Velocità corta                 | Velocità corta                 | Velocità lunga          | Velocità lunga          | Mezzofondo veloce      | Mezzofondo veloce      | Mezzofondo                  | Mezzofondo                   | Ostacoli brevi          | Ostacoli brevi      | Ostacoli lunghi                 | Ostacoli lunghi                 |
| N.      | Nome                              | 100 m                          | 200 m                          | 200 m                   | 400 m                   | 800 m                  | 1 500 m                | 3 000 m                     | 5 000 m                      | 100 m                   | 110 m hs            | 400 m                           | 400 m hs                        |
| 1       | Kingston Grand Slam Track 2025    | Melissa Jefferson-Wooden 11"11 | Melissa Jefferson-Wooden 23"46 | Gabrielle Thomas 22"62  | Salwa Eid Naser 48"67   | Nikki Hiltz 1'58"23    | Diribe Welteji 4'04"51 | Ejgayehu Taye 8'28"42       | Ejgayehu Taye 14'54"88       | Danielle Williams 11"54 | Tia Jones 12"63     | Sydney McLaughlin-Levrone 50"32 | Sydney McLaughlin-Levrone 52"76 |
| 1       | Kingston Grand Slam Track 2025    | Melissa Jefferson-Wooden       | Melissa Jefferson-Wooden       | Gabrielle Thomas        | Gabrielle Thomas        | Diribe Welteji         | Diribe Welteji         | Ejgayehu Taye               | Ejgayehu Taye                | Danielle Williams       | Danielle Williams   | Sydney McLaughlin-Levrone       | Sydney McLaughlin-Levrone       |
| 2       | Miami Grand Slam Track 2025       | Melissa Jefferson-Wooden 10"75 | Gabrielle Thomas 21"95         | Marileidy Paulino 22"30 | Marileidy Paulino 49"21 | Mary Moraa 1'59"51     | Freweyni Hailu 4'06"96 | Hirut Meshesha 8'22"72      | Agnes Jebet Ngetich 14'25"80 | Ackera Nugent 11"09     | Masai Russell 12"17 | Sydney McLaughlin-Levrone 49"69 | Sydney McLaughlin-Levrone 52"07 |
| 2       | Miami Grand Slam Track 2025       | Melissa Jefferson-Wooden       | Melissa Jefferson-Wooden       | Marileidy Paulino       | Marileidy Paulino       | Freweyni Hailu         | Freweyni Hailu         | Agnes Jebet Ngetich         | Agnes Jebet Ngetich          | Ackera Nugent           | Ackera Nugent       | Sydney McLaughlin-Levrone       | Sydney McLaughlin-Levrone       |
| 3       | Philadelphi Grand Slam Track 2025 | Melissa Jefferson-Wooden 10"73 | Melissa Jefferson-Wooden 21"99 | Marileidy Paulino 22"46 | Marileidy Paulino 49"12 | Diribe Welteji 1'58"94 | Diribe Welteji 3'58"04 | Agnes Jebet Ngetich 8'43"61 | non disputata                | Ackera Nugent 11"11     | Ackera Nugent 12"44 | Lina Nielsen 49"69              | Anna Cockrell 54"04             |
| 3       | Philadelphi Grand Slam Track 2025 | Melissa Jefferson-Wooden       | Melissa Jefferson-Wooden       | Marileidy Paulino       | Marileidy Paulino       | Diribe Welteji         | Diribe Welteji         | Agnes Jebet Ngetich         | non disputata                | Ackera Nugent           | Ackera Nugent       | Jasmine Jones                   | Jasmine Jones                   |

## Gli atleti
| Uomini           | Uomini               | Uomini             | Uomini                                       |
| Tipologia        | Atleta               | Data di iscrizione | Miglior posizione ai WC / finalisti olimpici |
| ---------------- | -------------------- | ------------------ | -------------------------------------------- |
| Velocità breve   | Kenneth Bednarek     | 12 Settembre 2024  | 2° (2020, 2022, 2024)                        |
| Velocità breve   | Fred Kerley          | 12 Settembre 2024  | 1° (2022)                                    |
| Velocità breve   | Oblique Seville      | 10 dicembre 2024   | 4° (2022, 2023)                              |
| Velocità breve   | Zharnel Hughes       | 19 dicembre 2024   | 3° (2023)                                    |
| Ostacoli brevi   | Devon Allen          | 22 Ottobre 2024    | 4° (2021)                                    |
| Ostacoli brevi   | Daniel Roberts       | 22 Ottobre 2024    | 2° (2024)                                    |
| Ostacoli brevi   | Sasha Zhoya          | 10 Dicembre 2024   | 6° (2023)                                    |
| Ostacoli brevi   | Freddie Crittenden   | 19 Dicembre 2024   | 4 °(2023)                                    |
| Velocità lunga   | Muzala Samukonga     | 26 Settembre 2024  | 3° (2024)                                    |
| Velocità lunga   | Quincy Hall          | 10 Ottobre 2024    | 1° (2024)                                    |
| Velocità lunga   | Steven Gardiner      | 24 Aprile 2025     | 1° (2019, 2021)                              |
| Velocità lunga   | Matthew Hudson-Smith | 10 Ottobre 2024    | 2° (2023, 2024)                              |
| Velocità lunga   | Jereem Richards      | 22 Ottobre 2024    | 4° (2024)                                    |
| Ostacoli lunghi  | Alison dos Santos    | 26 Settembre 2024  | 1° (2022)                                    |
| Ostacoli lunghi  | Cleément Ducos       | 26 Settembre 2024  | 4° (2024)                                    |
| Ostacoli lunghi  | Roshawn Clarke       | 17 Ottobre 2024    | 4° (2023)                                    |
| Ostacoli lunghi  | Caleb Dean           | 19 Dicembre 2024   | N/A                                          |
| Mezzofondo breve | Josh Kerr            | 27 Giugno 2024     | 1° (2023)                                    |
| Mezzofondo breve | Yared Nuguse         | 4 Settembre 2024   | 3° (2024)                                    |
| Mezzofondo breve | Cole Hocker          | 4 Settembre 2024   | 1° (2024)                                    |
| Mezzofondo breve | Marco Arop           | 22 Ottobre 2024    | 1° (2023)                                    |
| Mezzofondo       | Grant Fisher         | 15 Ottobre 2024    | 3° (2024)                                    |
| Mezzofondo       | Ronald Kwemoi        | 15 Ottobre 2024    | 2° (2024)                                    |
| Mezzofondo       | Luis Grijalva        | 22 Ottobre 2024    | 4° (2022, 2023)                              |
| Mezzofondo       | Hagos Gebrhiwet      | 10 Dicembre 2024   | 2° (2013)                                    |

| Donne            | Donne                     | Donne              | Donne                                        |
| Tipologia        | Atleta                    | Data di iscrizione | Miglior posizione ai WC / finalisti olimpici |
| ---------------- | ------------------------- | ------------------ | -------------------------------------------- |
| Velocità breve   | Melissa Jefferson         | 19 Settembre 2024  | 3ª (2024)                                    |
| Velocità breve   | Daryll Neita              | 21 Novembre 2024   | 4ª (2024)                                    |
| Velocità breve   | Gabby Thomas              | 27 Novembre 2024   | 1ª (2024)                                    |
| Velocità breve   | Brittany Brown            | 19 Dicembre 2024   | 3ª (2024)                                    |
| Ostacoli brevi   | Masai Russell             | 25 Settembre 2024  | 1ª (2024)                                    |
| Ostacoli brevi   | Cyréna Samba-Mayela       | 25 Settembre 2024  | 2ª (2024)                                    |
| Ostacoli brevi   | Jasmine Camacho-Quinn     | 25 Settembre 2024  | 1ª (2020)                                    |
| Ostacoli brevi   | Ackera Nugent             | 17 Ottobre 2024    | 5ª (2023)                                    |
| Velocità lunga   | Marileidy Paulino         | 22 Ottobre 2024    | 1ª (2024)                                    |
| Velocità lunga   | Salwa Eid Naser           | 21 Novembre 2024   | 1ª (2019)                                    |
| Velocità lunga   | Alexis Holmes             | 10 Dicembre 2024   | 6ª (2024)                                    |
| Velocità lunga   | Nickisha Pryce            | 10 Dicembre 2024   | 14ª (2024)                                   |
| Ostacoli lunghi  | Sydney McLaughlin-Levrone | 18 Giugno 2024     | 1ª (2020, 2021, 2022, 2024)                  |
| Ostacoli lunghi  | Jasmine Jones             | 22 Ottobre 2024    | 4ª (2024)                                    |
| Ostacoli lunghi  | Rushell Clayton           | 22 Ottobre 2024    | 3ª (2019, 2023)                              |
| Ostacoli lunghi  | Shamier Little            | 22 Ottobre 2024    | 2ª (2015, 2023)                              |
| Mezzofondo breve | Nikki Hiltz               | 15 Ottobre 2024    | 7ª (2024)                                    |
| Mezzofondo breve | Jess Hull                 | 22 Ottobre 2024    | 2ª (2024)                                    |
| Mezzofondo breve | Mary Moraa                | 21 Novembre 2024   | 1ª (2023)                                    |
| Mezzofondo breve | Diribe Welteji            | 19 dicembre 2024   | 2ª (2023)                                    |
| Mezzofondo       | Agnes Ngetich             | 1 Novembre 2024    | 6ª (2023)                                    |
| Mezzofondo       | Tsigie Gebreselama        | 1 Novembre 2024    | 10ª (2024)                                   |
| Mezzofondo       | Elise Cranny              | 21 Novembre 2024   | 9ª (2022, 2023)                              |
| Mezzofondo       | Nozomi Tanaka             | 21 Novembre 2024   | 8ª (2021, 2023)                              |